# 13224 Takamatsuda
13224 Takamatsuda (1997 PL5) là một tiểu hành tinh vành đai chính được phát hiện ngày 10 tháng 8 năm 1997 bởi Tomimaru Okuni ở Nanyo.